# 新潟県道259号小猿屋黒井停車場線
新潟県道259号小猿屋黒井停車場線（にいがたけんどう259ごう こざるやくろいていしゃじょうせん）は、新潟県上越市内を通る一般県道。

## 概要
- 陸上距離：
- 起点：新潟県上越市大字小猿屋字東沢田（＝県道43号交点）
- 終点：新潟県上越市頸城区西福島字古城（信越本線黒井駅＝県道122号起点）

## 通過する自治体
- 新潟県
  - 上越市

## 重複区間
- 国道253号（福田交差点 - 三ツ屋交差点）
- 新潟県道488号三ツ屋中央線（三ツ屋町地内）

## 主な接続路線
- 新潟県道43号上越安塚浦川原線（田園交差点）
- 国道253号（福田交差点 - 三ツ屋交差点）
- 新潟県道488号三ツ屋中央線（三ツ屋町地内）
- 新潟県道216号大瀁直江津線（頸城区西福島地内）
- 新潟県道122号黒井停車場線（黒井駅）